# Phlomideae
Phlomideae Mathiesen, 2010 è una tribù di piante Spermatofite Dicotiledoni appartenenti alla famiglia delle Lamiaceae (ordine delle Lamiales).

## Etimologia
l nome della tribù deriva dal suo genere più importante: Phlomis L. la cui etimologia deriva dalla parola greca "phlogoj" o "phlogmis" ( = fiamma, fuoco); probabilmente in passato le foglie pelose di qualche pianta simile sono state utilizzate come stoppini. Linneo (1707 – 1778), biologo e scrittore svedese considerato il padre della moderna classificazione scientifica degli organismi viventi, è stato il primo in tempi moderni a utilizzare questo nome probabilmente trasferito dal Tassobarbasso, descritto anticamente da Dioscoride (Anazarbe, 40 circa – 90 circa) medico, botanico e farmacista greco antico che esercitò a Roma ai tempi dell'imperatore Nerone, perché molto simile nelle foglie cotonose delle specie di questa voce. Il nome scientifico della tribù è stato definito dalla botanica contemporanea Cecilie Mathiesen nella pubblicazione "Annals of the Missouri Botanical Garden. St. Louis, Missouri - 97(2): 216." del 2010.

## Descrizione

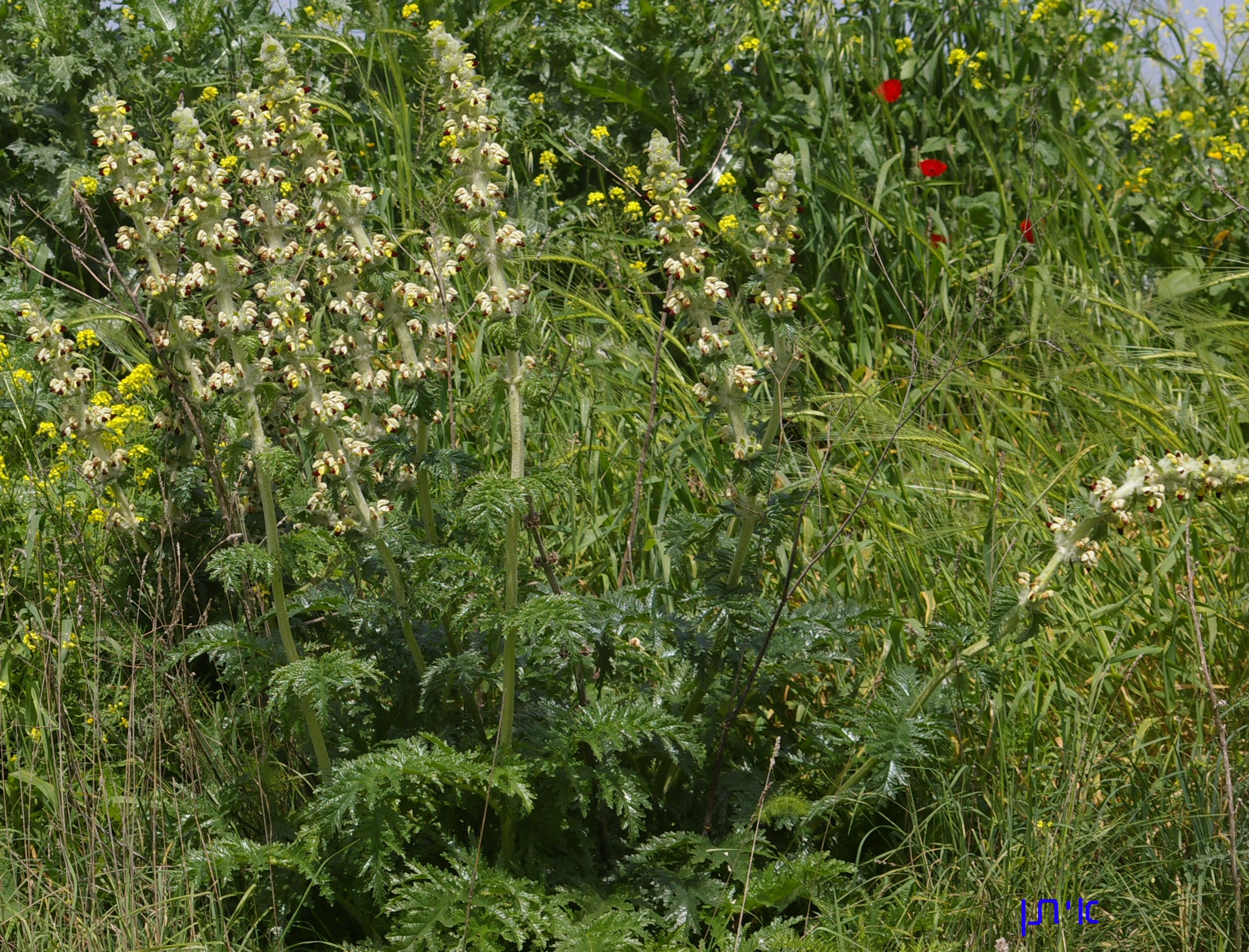
Il portamento
Eremostachys laciniata

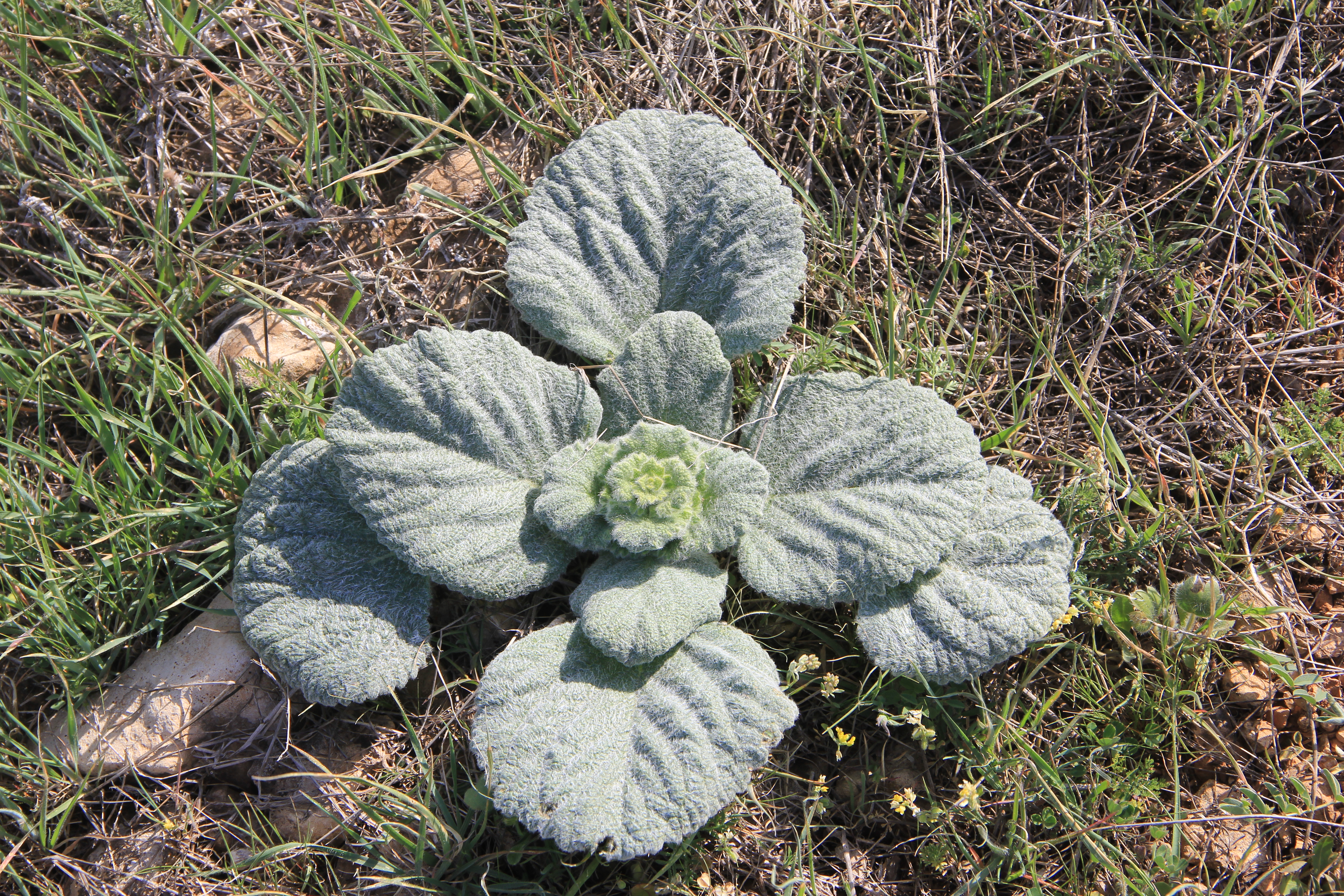
Le foglie
Eremostachys moluccelloides

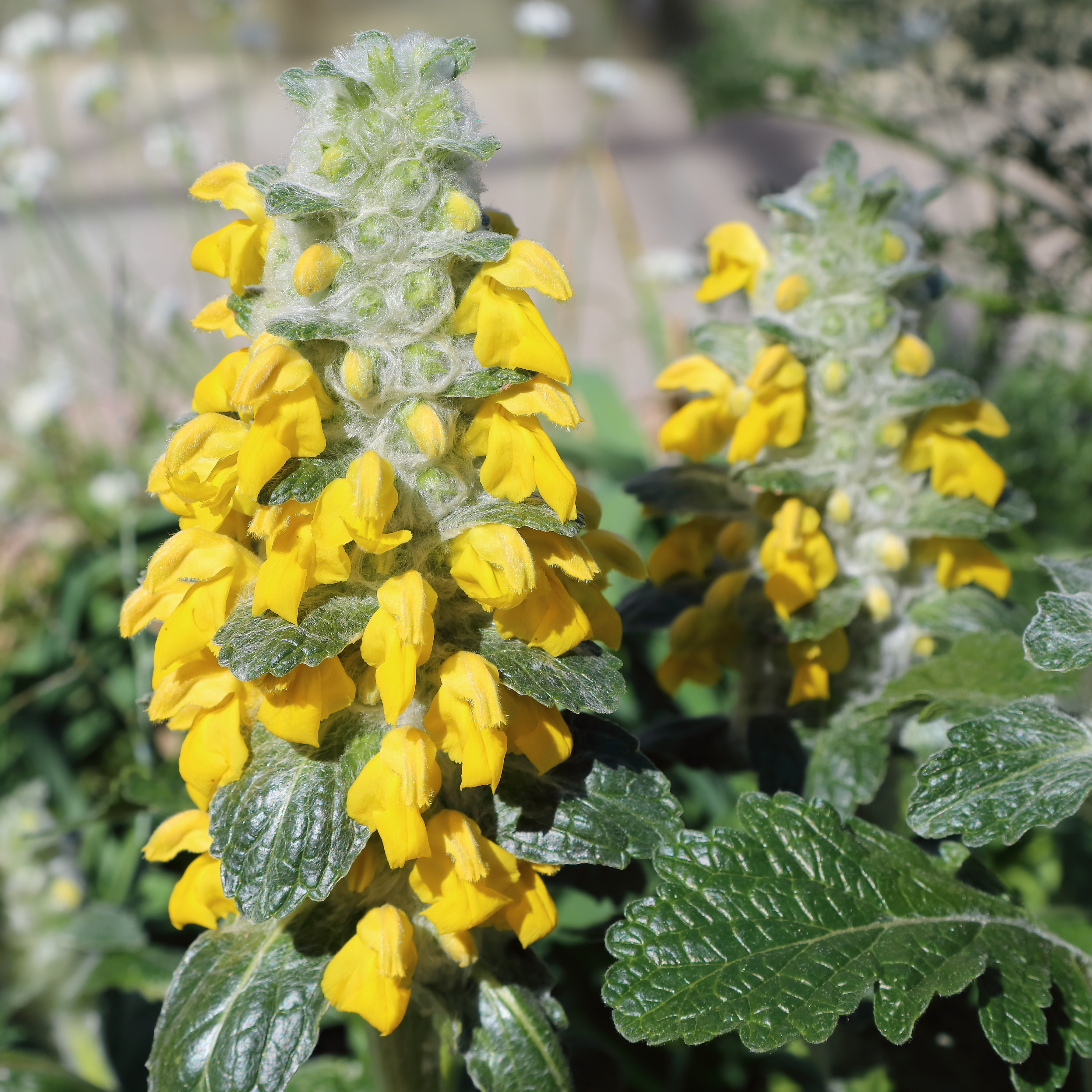
Infiorescenza
Phlomoides speciosa

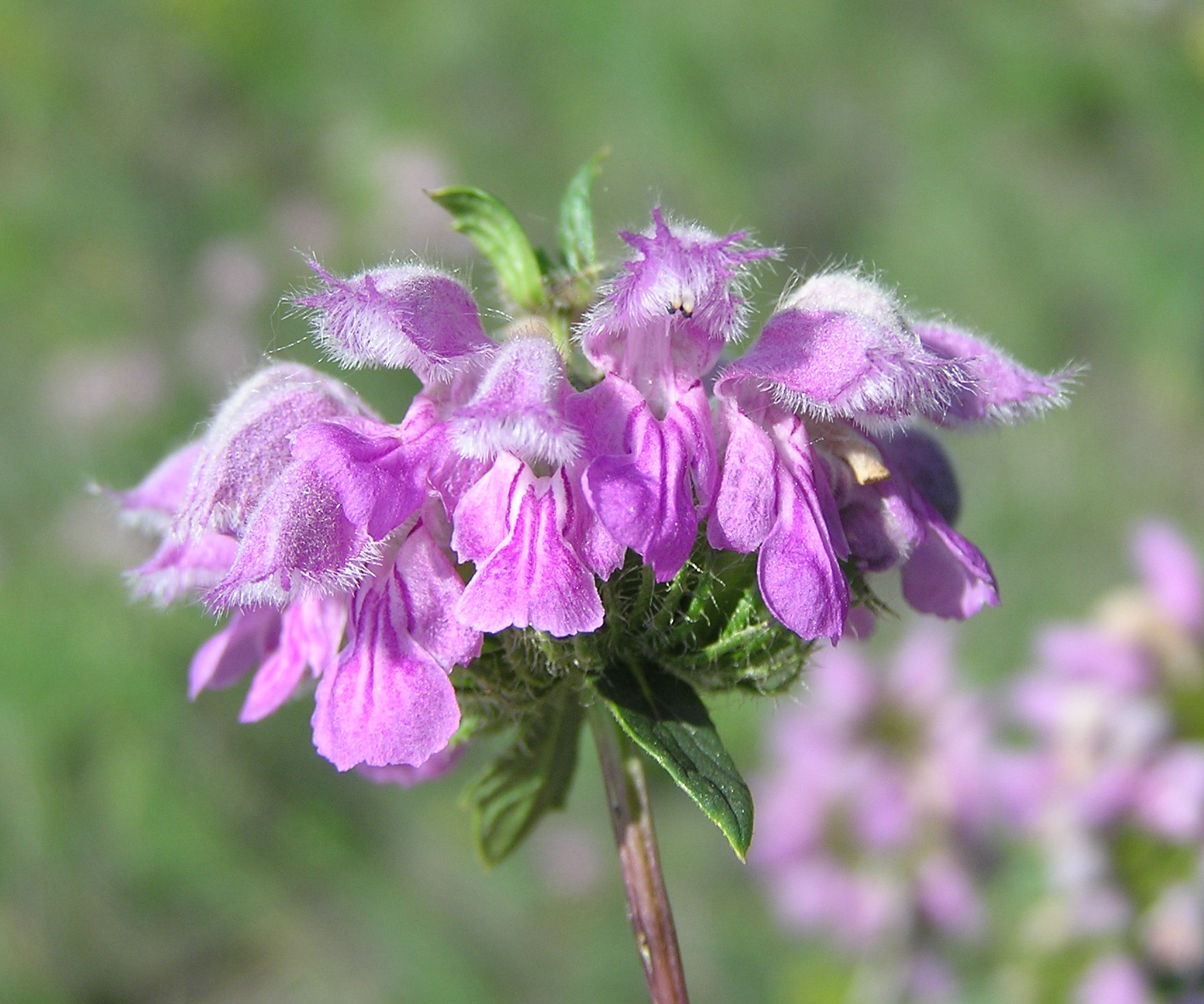
I fiori
Phlomis tuberosa

- Il portamento delle specie di questa tribù consiste in erbe perenni (anche robuste in Eremostachys) o piccoli arbusti (dall'aspetto suffruticoso) con rizomi legnosi (anche spessi) e/o tuberi; in alcune specie le radici sono copiose per fissare la pianta sugli strati più rocciosi del terreno (Pseudomarrubium eremostackydioides). L'indumento è formato da peli semplici. ramificati o anche ghiandolari e stellati (Phlomis sewerzowii); spesso l'aspetto è lanoso o tomentoso.[4][7][8][9][10][11]
- Le foglie lungo il caule sono disposte in modo opposto e sono picciolate (almeno quelle inferiori); la lamina è semplice, intera o dentata (ampiamente dentata in Notochaete), ovata oppure da laciniata a bi-pennatosetta in Eremostachys. Sono presenti anche delle rosette basali (Phlomis rotata). La pagina adassiale può essere rugosa, e la consistenza a volte è coriacea
- Le infiorescenze sono di tipo tirsoide; sono formate da verticilli ascellari sovrapposti. Ogni verticillo è composto da più fiori (fino ad una decina) disposti circolarmente poggianti su due grandi brattee fogliose a forma lanceolata (o semplicemente delle foglie) lievemente staccate dall'infiorescenza vera e propria. In Notochaete i fiori sono pochi e cimosi. Le brattee del verticillo seguente sono disposte in modo alternato. Nell'infiorescenza sono anche presenti delle bratteole allungate, a volte spinose e uncinate e a volte connate alla base in gruppi di 2 - 5.
- I fiori sono ermafroditi, zigomorfi, tetrameri (4-ciclici), ossia con quattro verticilli (calice – corolla - androceo – gineceo) e pentameri (5-meri: la corolla e il calice sono a 5 parti). Sono inoltre omogami (autofecondanti).

- Formula fiorale. Per la famiglia di queste piante viene indicata la seguente formula fiorale:

X, K (5), [C (2+3), A 2+2] G (2), (supero), drupa, 4 nucule
- Calice: il calice, gamosepalo è persistente con forme da campanulate a tubulose, ma anche tipo imbuto. Il calice termina con 5 lobi uguali (calice attinomorfo) o subuguali (raggruppamento dei lobi: 3/2) dalle forme ampie alla base e con improvviso restringimento all'apice (forme di tipo triangolare-acuminato) oppure subulate oppure sono appena evidenti. I lobi all'apice sono talvolta anche spinescenti (o mucronati). La superficie del calice è percorsa da 5 - 10 nervi.

- Corolla: la corolla, gamopetala e zigomorfa, alla base ha la forma di un tubo e termina con due evidenti labbra con 4 lobi totali (raggruppamento 1/3). Il labbro superiore (quello posteriore), è lungo (in alcune specie è corto o piatto o appena sinuato con due lobi) ed ha la forma di un cappuccio (anche profondamente concavo) spesso barbuto con peli semplici ai margini; quello inferiore è più o meno patente, e termina con due lobi arrotondati, interi e dai bordi crenati (a volte i lobi sono tre più o meno simili in dimensione, altre volte quello centrale è più grande). In alcune specie (Pseudomarrubium eremostackydioides e Phlomis sewerzowii) le fauci internamente sono circondate da un anello di peli obliqui per impedire l'accesso ad insetti più piccoli e non adatti all'impollinazione. I colori della corolla sono bianco, rosa, purpureo o giallo.

- Androceo: l'androceo possiede quattro stami didinami (quelli anteriori sono più lunghi) tutti fertili e inclusi più o meno nella corolla e posizionati sotto il labbro superiore, o appena sporgenti dallo stesso. Il paio di stami posteriori presentano delle escrescenze vicino alla base. I filamenti sono complanari alla base, ma poi sono contorti e ricurvi; sono inoltre adnati alla corolla; possono essere pubescenti. Le antere sono ravvicinate a coppie e sono biloculari. Le teche sono poco distinte e confluenti; la deiscenza è longitudinale. I granuli pollinici sono del tipo tricolpato o esacolpato. Il nettario è ricco di sostanze zuccherine.

- Gineceo: l'ovario è supero formato da due carpelli saldati (ovario bicarpellare) ed è 4-loculare per la presenza di falsi setti divisori all'interno dei due carpelli. La placentazione è assile. Gli ovuli sono 4 (uno per ogni presunto loculo), hanno un tegumento e sono tenuinucellati (con la nocella, stadio primordiale dell'ovulo, ridotta a poche cellule). Lo stilo inserito alla base dell'ovario (stilo ginobasico a consistenza carnosa) è del tipo filiforme ed è incluso nella corolla. Lo stigma è bifido con lobi ineguali o talvolta uguali.

- Il frutto è uno schizocarpo composto da 1 - 4 nucule con forme trigone o obovoidi arrotondate o troncate all'apice; la superficie può essere glabra o ricoperta da peli (semplici o ramificati o densi) all'apice. I frutti spesso rilasciano i semi con facilità (sono fragili).

## Riproduzione
- Impollinazione: l'impollinazione avviene tramite insetti tipo ditteri e imenotteri (impollinazione entomogama).[10]
- Riproduzione: la fecondazione avviene fondamentalmente tramite l'impollinazione dei fiori (vedi sopra).
- Dispersione: i semi cadendo a terra (dopo essere stati trasportati per alcuni metri dal vento – disseminazione anemocora) sono successivamente dispersi soprattutto da insetti tipo formiche (disseminazione mirmecoria).[14] I semi hanno una appendice oleosa (elaisomi, sostanze ricche di grassi, proteine e zuccheri) che attrae le formiche durante i loro spostamenti alla ricerca di cibo.[15]

## Distribuzione e habitat
La distribuzione delle pante di questa tribù è eurasiatica (fino alla Cina) con habitat temperati caldi, ma anche tipici delle foreste ai margini delle zone alpine, oppure delle pianure secche degli areali subtropicali, ma anche dei terreni rocciosi.

## Tassonomia
La famiglia di appartenenza della tribù (Lamiaceae), molto numerosa con circa 250 generi e quasi 7000 specie, ha il principale centro di differenziazione nel bacino del Mediterraneo e sono piante per lo più xerofile (in Brasile sono presenti anche specie arboree). Per la presenza di sostanze aromatiche, molte specie di questa famiglia sono usate in cucina come condimento, in profumeria, liquoreria e farmacia. La famiglia è suddivisa in 7 sottofamiglie; la tribù Phlomideae appartiene alla sottofamiglia Lamioideae.

### Filogenesi

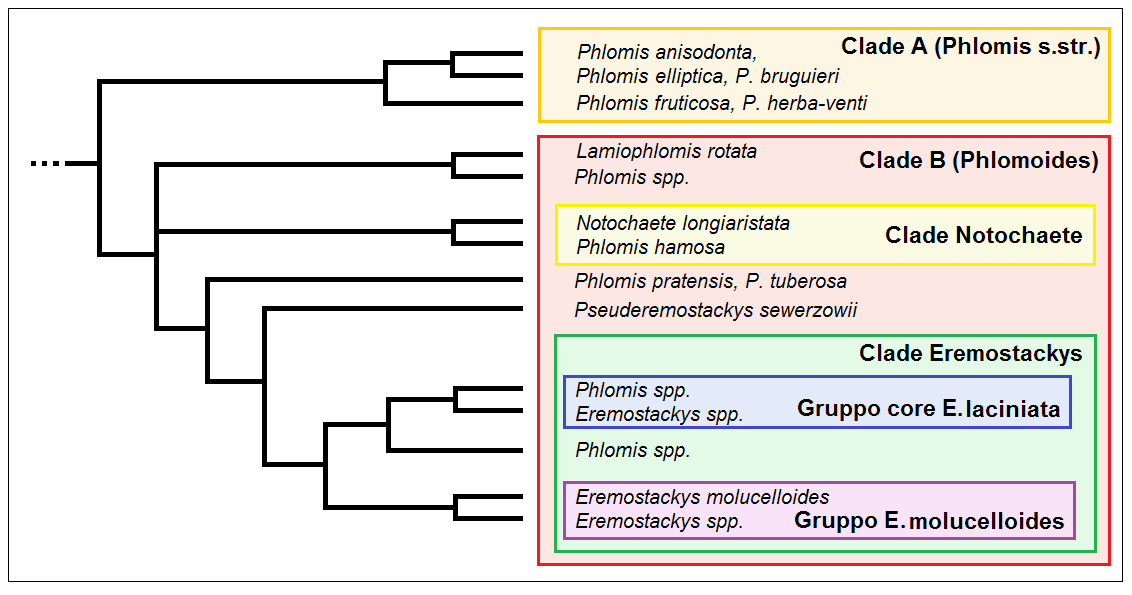
Cladogramma della tribù

Normalmente le specie dei generi Lamiophlomis Kudo, Phlomoides Moench e Pseuderemostachys Popov sono descritte all'interno del genere Phlomis. Tuttavia in base alle ultime ricerche di tipo filogenetico il genere Phloms dovrebbe essere scisso in due generi separati: Phlomis s.str. (clade A) e Phlomoides (clade B). I generi Eremostachys, Lamiophlomis, Notochaete e Pseuderemostachys sono nidificati all'interno di Phlomoides. La divisione in due gruppi del genere Phlomis è supportata anche da alcuni caratteri morfologici come la forma delle foglie, la morfologia della corolla, alcuni dati citologici e anche l'habitat diverso. Il clade "A", formato dalle specie di Phlomis, risulta "gruppo fratello" del resto della tribù. All'interno del clade "B", ben supportato, si individuano diversi sottocladi: il "Clade Notochaete" in posizione "basale", il Clade Eremostackys" comprendente soprattutto il genere Eremostackys", all'interno di quest'ultimo si trova il "Gruppo Eremostackys molucelloides" (in posizione "gruppo fratello" del resto del clade) e il "core" del gruppo: "Gruppo core Eremostackys laciniata".
Il cladogramma a lato, tratto dallo studio citato e semplificato, dimostra la struttura interna della tribù.
Il numero cromosomico delle specie di questa tribù è vario: 2n = 12, 14, 20, 22, 40, 42.

### Composizione della tribù
La tribù attualmente è formata da 4 generi e oltre 160 specie (fin quasi 280 secondo altri dati):
- Eremostachys Bunge, 1830 (Oltre 60 specie) - Distribuzione: dall'Europa alla Mongolia attraverso India e Cina.
- Notochaete  Benth., 1829 (Circa 2/5 specie) - Distribuzione: Tibet, Nepal, India (del nord) e Cina (Yunnan).
- Phlomis L., 1753 (Oltre 100 specie) - Distribuzione: Europa, Mediterraneo, Nepal, Siberia e Asia orientale del nord.
- Pseudomarrubium Popov, 1940 - (una specie: Pseudomarrubium eremostackydioides Popov) - Distribuzione: Kazakistan.

Possibile assetto futuro della tribù (basato sulle ultime ricerche filogenetiche):
- Phlomis s.str. L., 1753 (50 - 90 specie)
- Phlomoides (L.) Moench., 1794 (150 - 170 specie e contiene Eremostachys, Notochaete, Pseuderemostachys e il resto delle specie di Phlomis)

La posizione di Pseudomarrubium è da definire poiché mancano ancora analisi dettagliate.
I due nuovi generi sono individuati dai seguenti caratteri morfologici (possibili sinapomorfie):
- Phlomis: il portamento di queste piante è in prevalenza semiarbustivo o arbustivo, raramente sono delle erbe erette; la lamina delle foglie è semplice con forme da lanceolate a oblungo-lanceolate; le infiorescenze sono formate da verticilli di densi capolini scaposi; il labbro superiore della corolla è compresso lateralmente, appiattito e i margini sono privi di frange o incisioni.
- Phlomoides: il portamento di queste piante normalmente è erbaceo con rizomi o tuberi legnosi; la lamina delle foglie è semplice a forma di lacinie oppure è pennatosetta con forme da cordate a triangolari-ovali; le infiorescenze sono formate da verticilli lassi o densi; il labbro superiore della corolla non è compresso lateralmente e neppure appiattito, ma è sempre peloso con margini frangiati o incisi.

### Generi/specie in Europa e Italia
In Europa (compreso l'areale mediterraneo) e in Italia (allo stato spontaneo) sono presenti i seguenti generi/specie:
| Genere       | Specie europee | Specie in Italia                                                                          |
| ------------ | -------------- | ----------------------------------------------------------------------------------------- |
| Eremostachys | 7              |                                                                                           |
| Phlomis      | 56             | Phlomis fruticosa L. Phlomis herba-venti L. Phlomis lanata Willd. Phlomis tenorei Soldano |

## Alcune specie

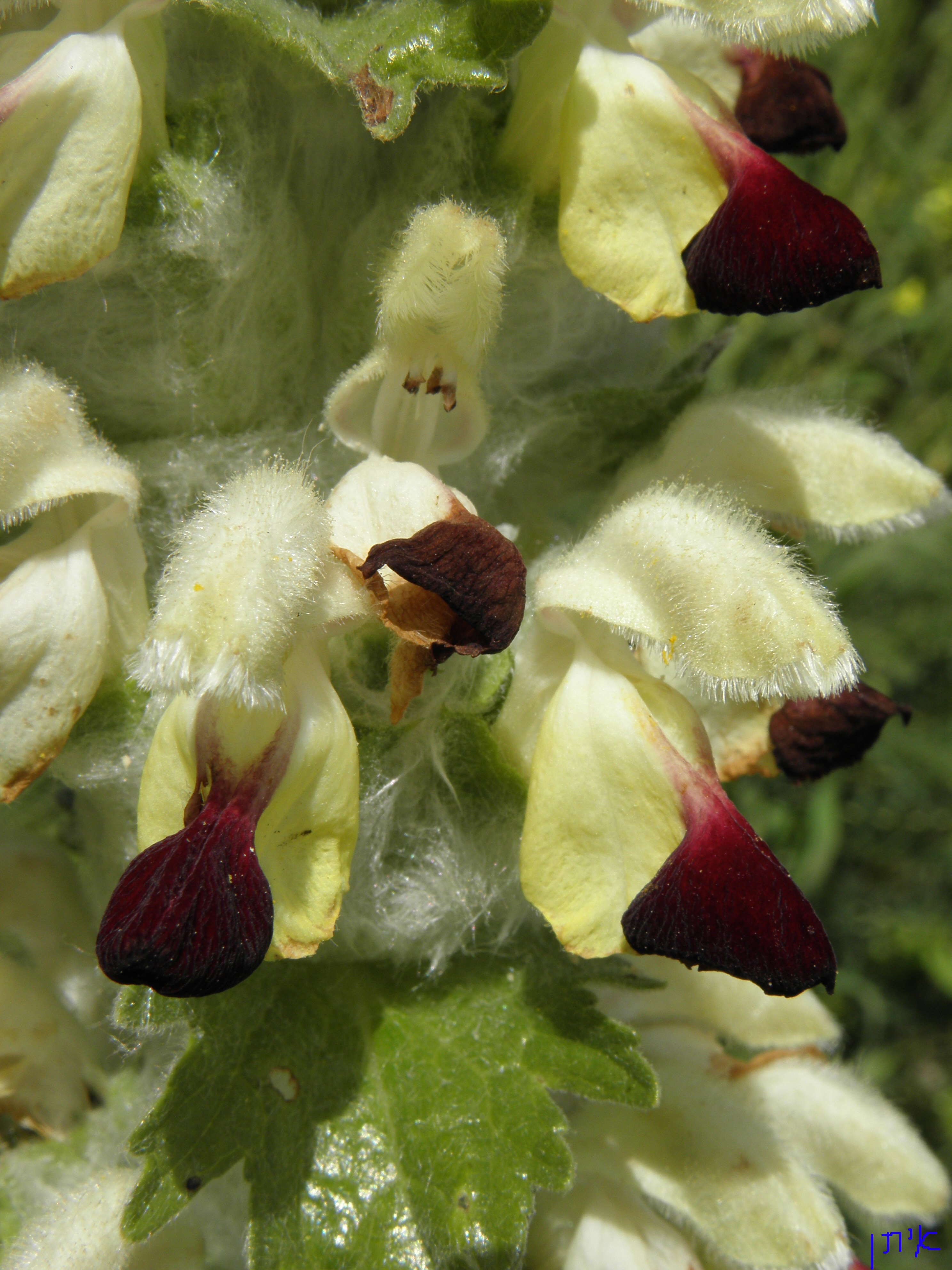
Eremostachys laciniata
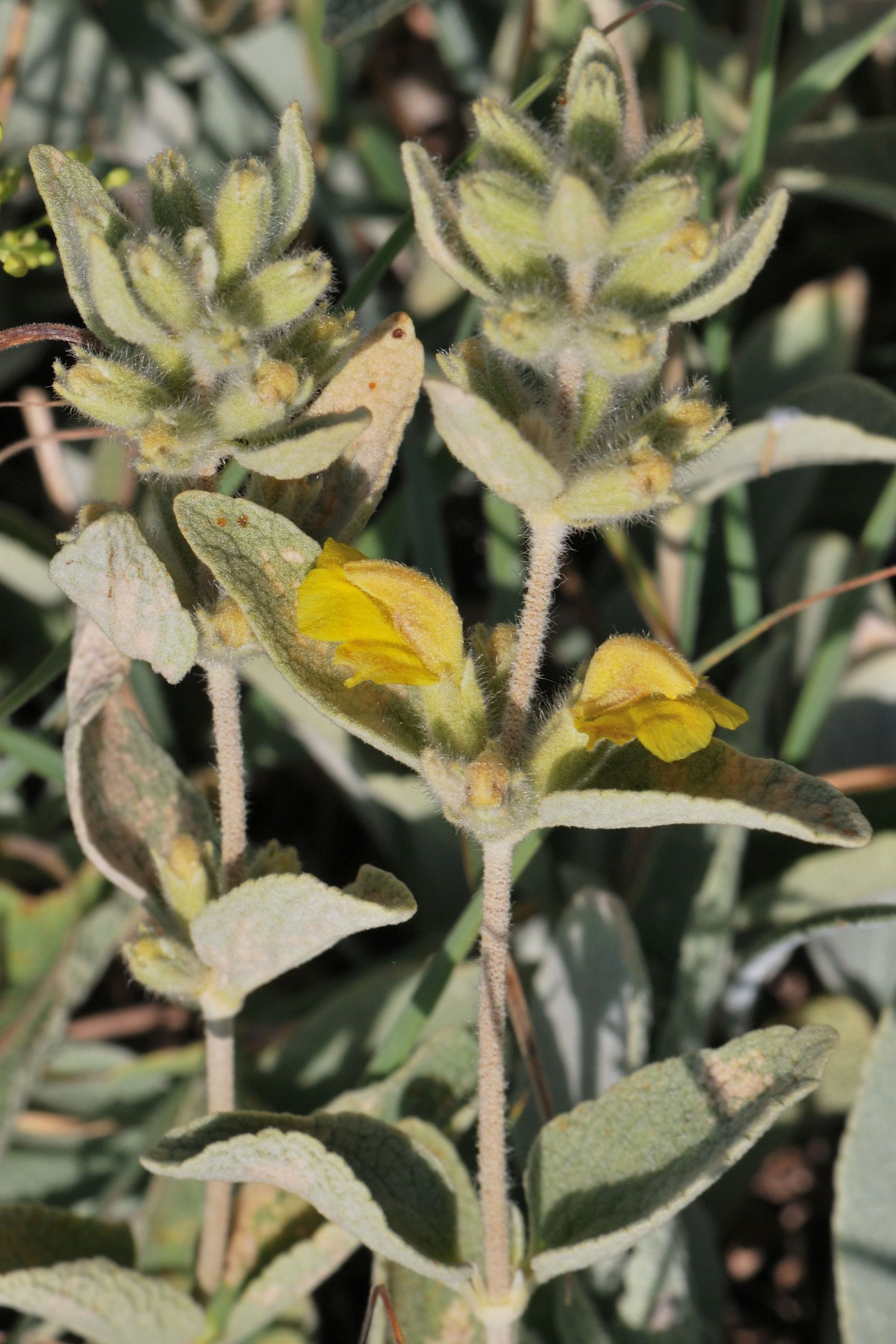
Phlomis brevilabris
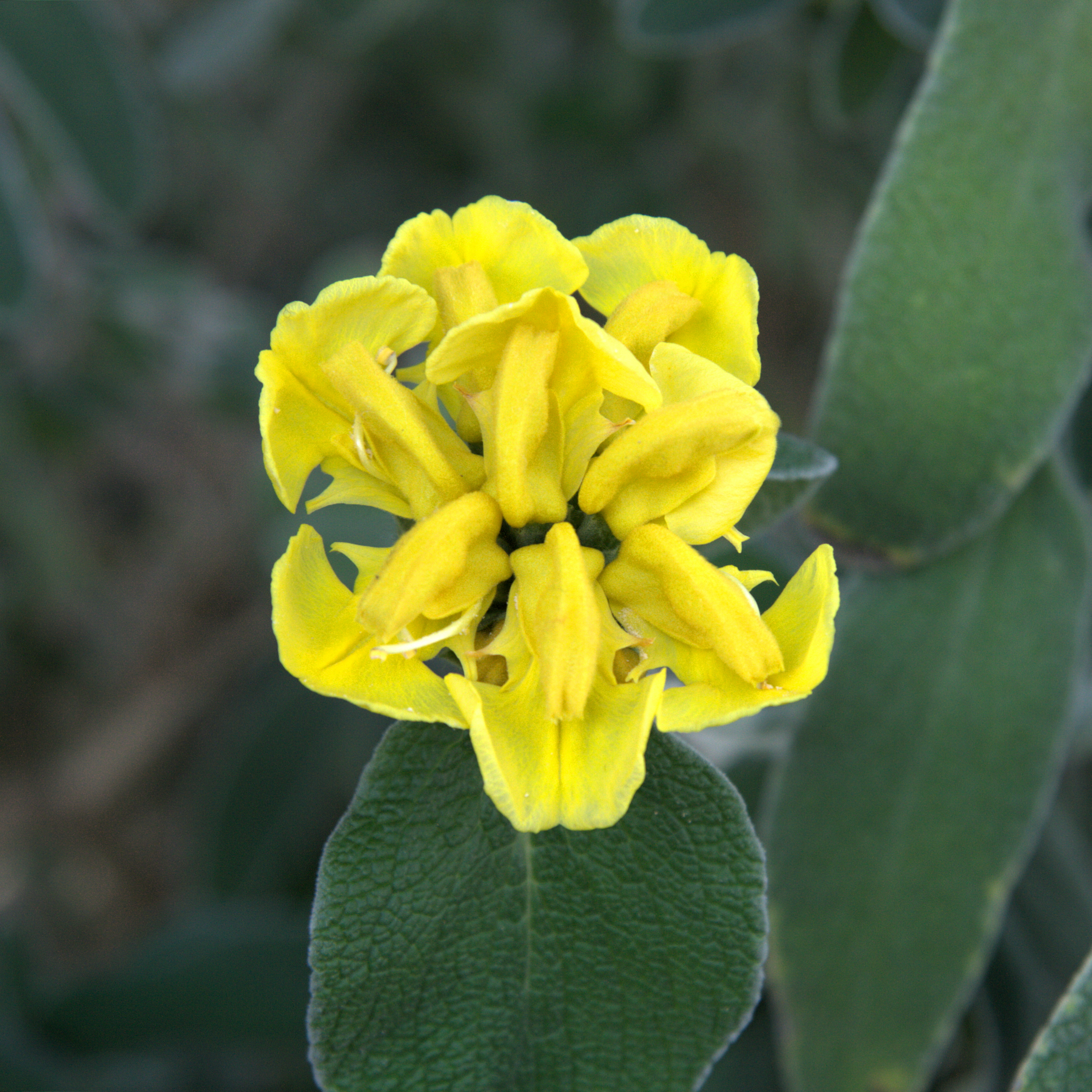
Phlomis cretica
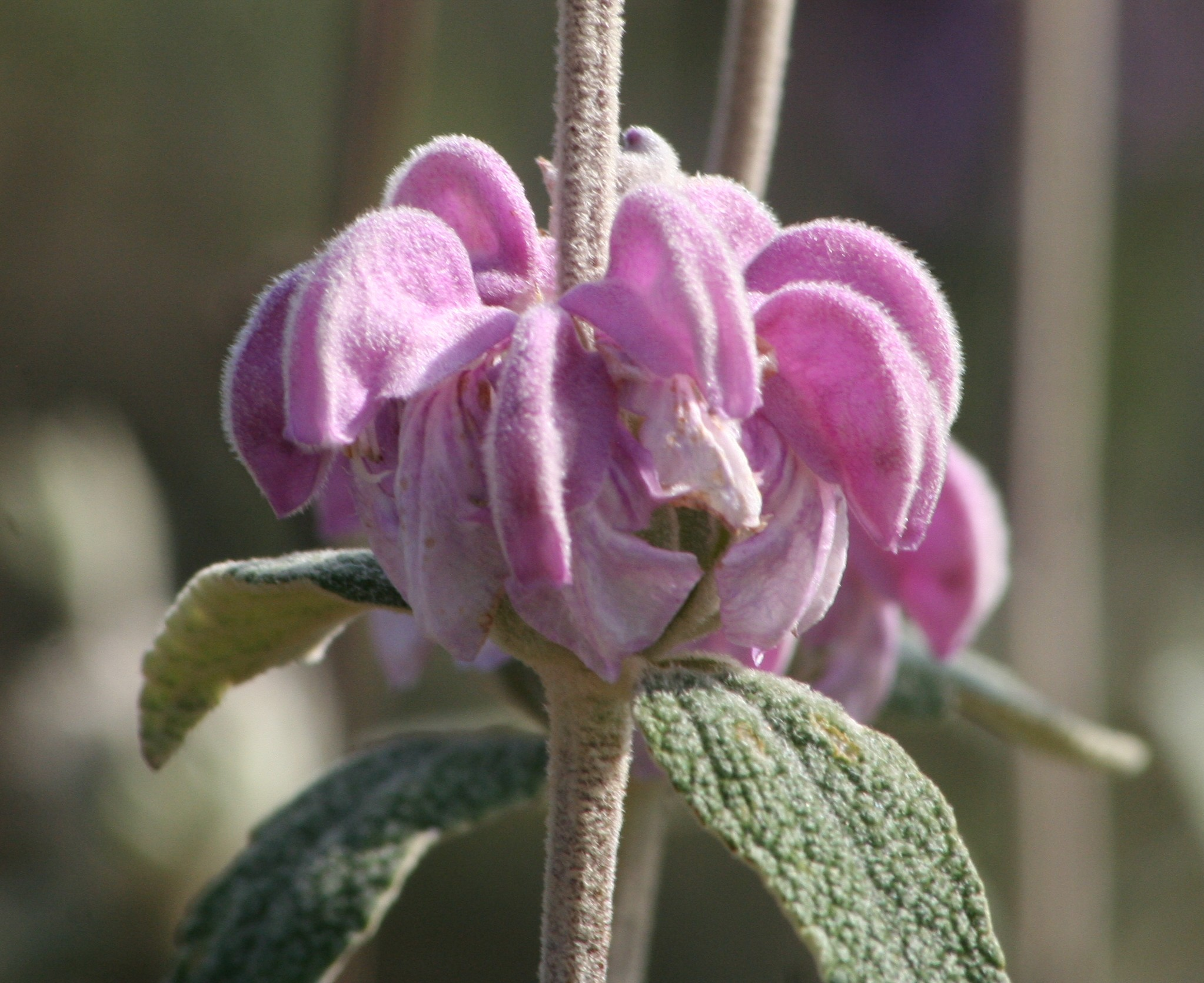
Phlomis herba-venti
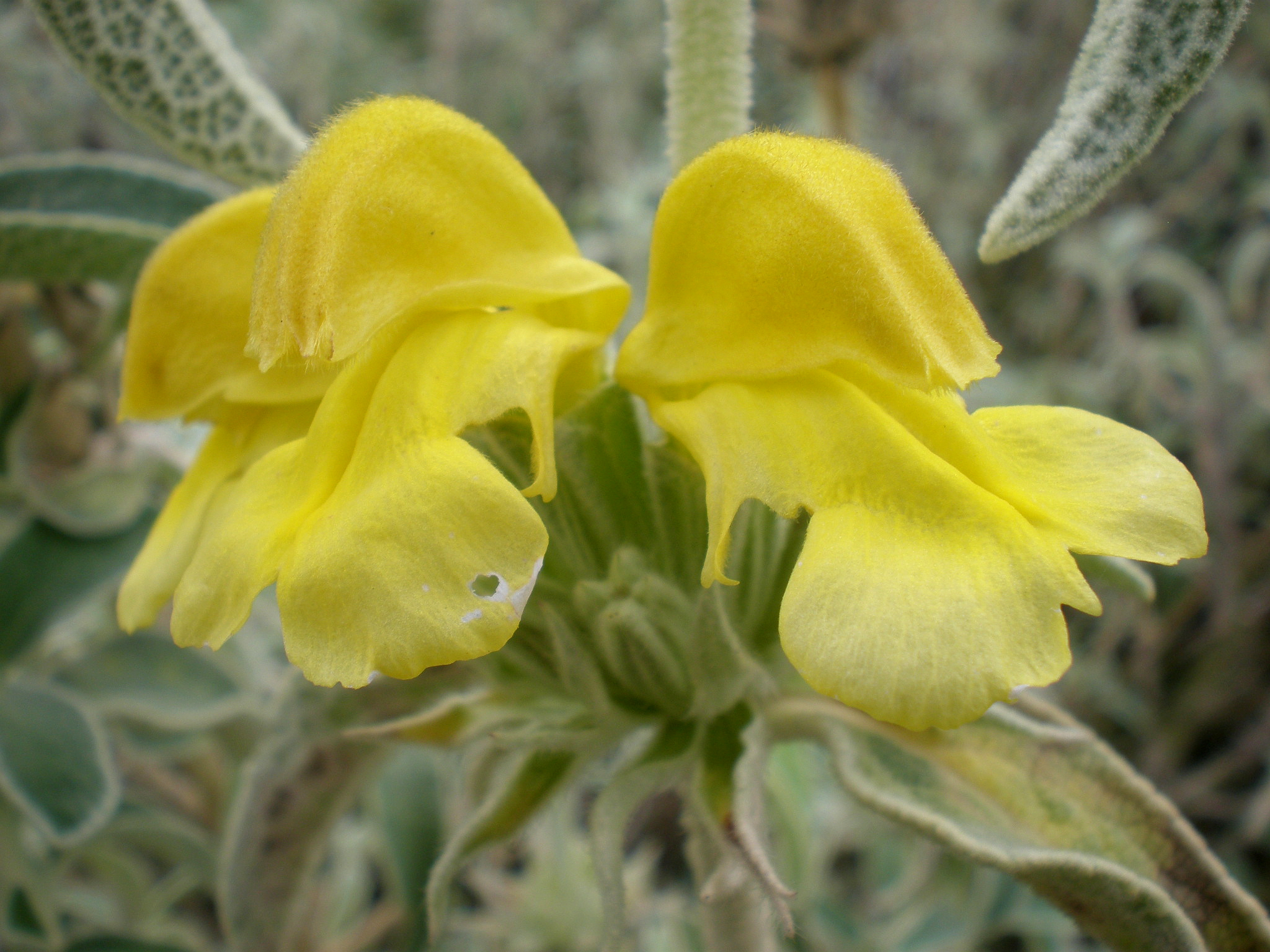
Phlomis lanata
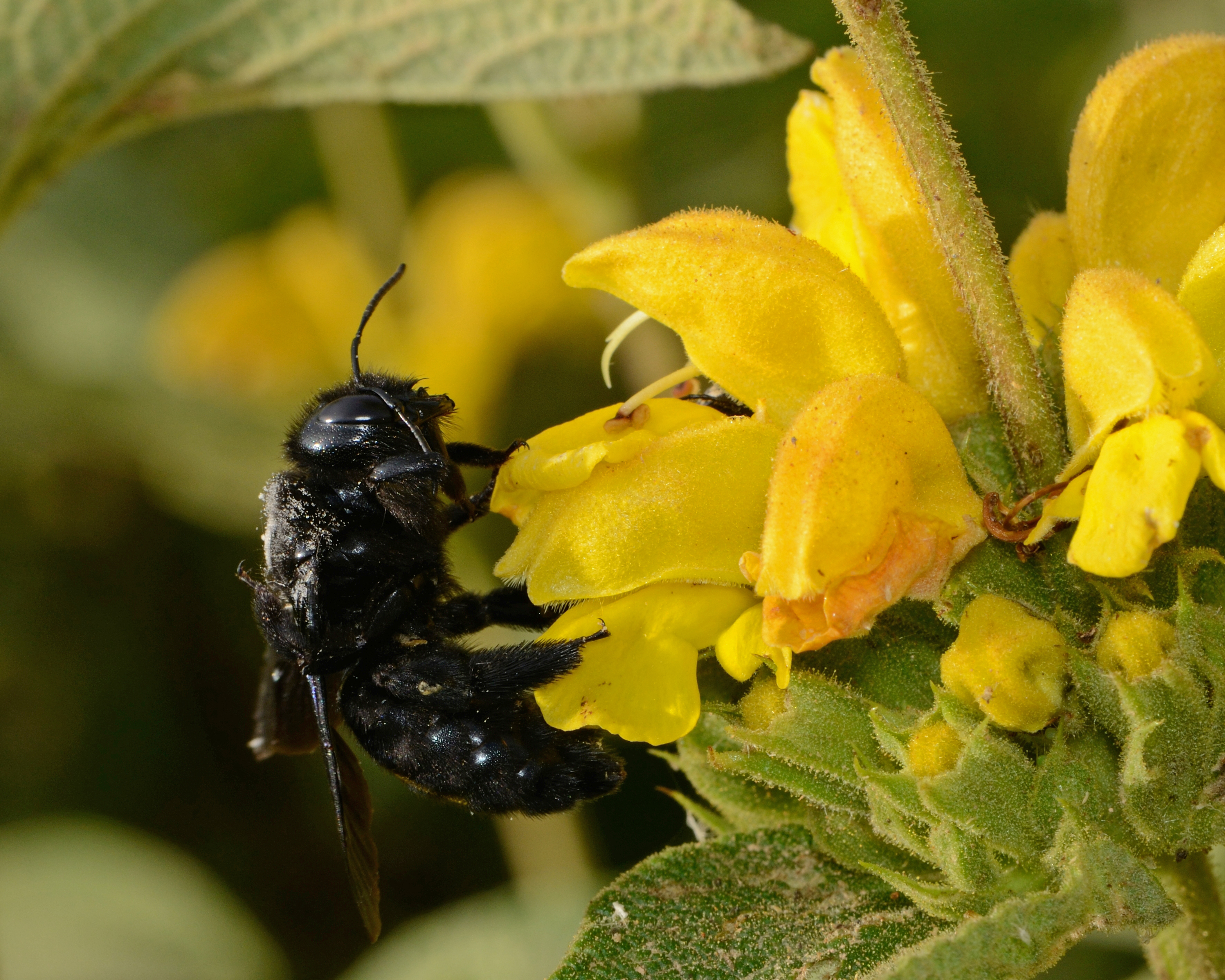
Phlomis viscosa